# Monument Wolfe-Montcalm
Ne doit pas être confondu avec Monument Wolfe.
Le monument Wolfe-Montcalm est un obélisque situé à l'entrée du jardin des Gouverneurs, face à la terrasse Dufferin, à Québec. Conçu en 1828, c'est le plus ancien mémorial de la ville. Il rend hommage aux généraux Louis-Joseph de Montcalm et James Wolfe, morts durant la bataille des Plaines d'Abraham qui les opposait.

## Description

### Caractéristiques
Le monument possède une hauteur de 20,1 mètres. Il comprend un obélisque, un piédestal et un cénotaphe. Il est construit en blocs équarris de calcaire à fini bouchardé provenant de la Formation de Deschambault.

### Inscriptions
Le piédestal inclut un cénotaphe où on peut lire plusieurs inscriptions. Les noms de Wolfe et Montcalm sont inscrits en gros caractères, réciproquement sur le côté gauche et droit du monument. En façade, deux plaques de marbre blanc comportent des inscriptions rédigées en latin. La première est l’œuvre de John Charlton Fisher, directeur de la Gazette de Québec :
Mortem virtus communem famam historia monumentum posteritas dedit.
Qu'on peut traduire ainsi : « Leur courage leur a donné la mort; l'histoire, même renommée; la postérité, même monument ».
La seconde inscription est une composition du Dr. Mills, chapelain des troupes :
Hujusce monumenti in memoriam virorum illustrium Wolfe et Montcalm fundamentum P.C. Georgius comes de Dalhousie in septentrionalis americae partibus ad britannos pertinentibus summam rerum administrans; opus per multos annos praetermissum (quid duci egregio convenientius?) auctoritate promovens, exemplo stimulans munificentia fovens die novembris XV a A.D. MDCCCXXVII Georgio IV britanniarum rege.
Qu'on peut traduire ainsi : « Cette pierre de fondation d'un monument à la mémoire des illustres Wolfe et Montcalm a été posé par George, comte de Dalhousie, gouverneur général de l'Amérique du Nord britannique. Un travail négligé pendant de nombreuses années (qu'y a-t-il de plus digne d'un vaillant général ?) qu'il a promu par son influence, encouragé par son exemple et favorisé par sa munificence le 15 novembre 1827. George IV, roi régnant de Grande-Bretagne ».

## Historique

### Première construction

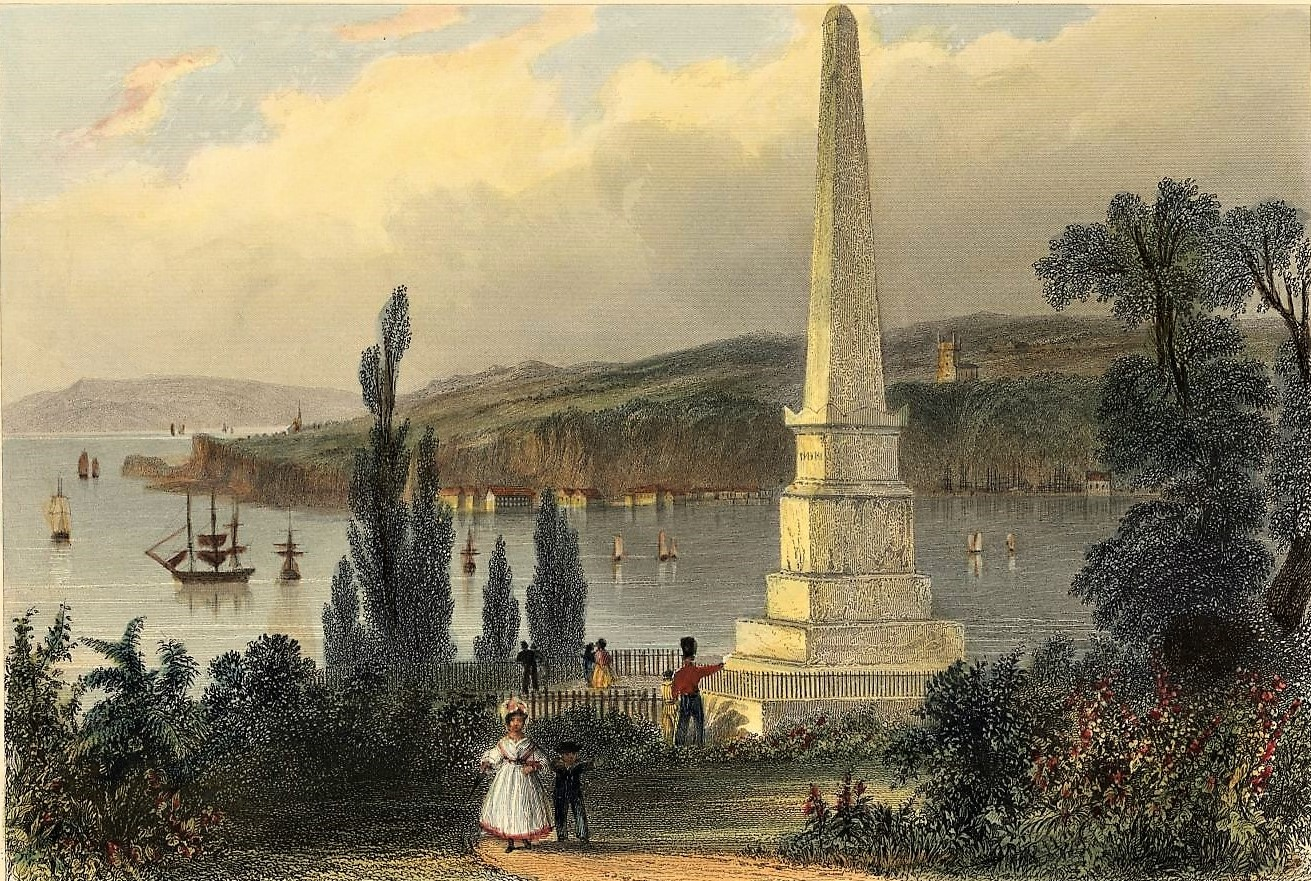
Peinture de William Henry Bartlett en 1840.

En août 1827, la Gazette de Québec publie un article intitulé « Hommage projeté à la mémoire de Wolfe et Montcalm » annonçant la volonté du gouvernement d'ériger un monument pour commémorer les généraux de la bataille des Plaines d'Abraham de 1759. Un comité est formé par le juge en chef Jonathan Sewell, le juge Taschereau, le major-général Darling, le lieutenant-colonel Cockburn, les capitaines Young et Melhnish et M.  George Pemberton. Il se charge de trouver des souscripteurs et lance un concours pour la rédaction des inscriptions qui apparaitront sur le monument. Le 1er novembre, le gouverneur George Ramsay réunit les souscripteurs au château Saint-Louis pour leur soumettre le plan. La première pierre est posée le 15 novembre lors d'une cérémonie. La place d'Armes est d'abord envisagée comme lieu de sa construction, mais ce sera plutôt le jardin des Gouverneurs qui sera choisi. Le monument est inauguré le 8 septembre 1828, la dernière journée du mandat du gouverneur Ramsay.

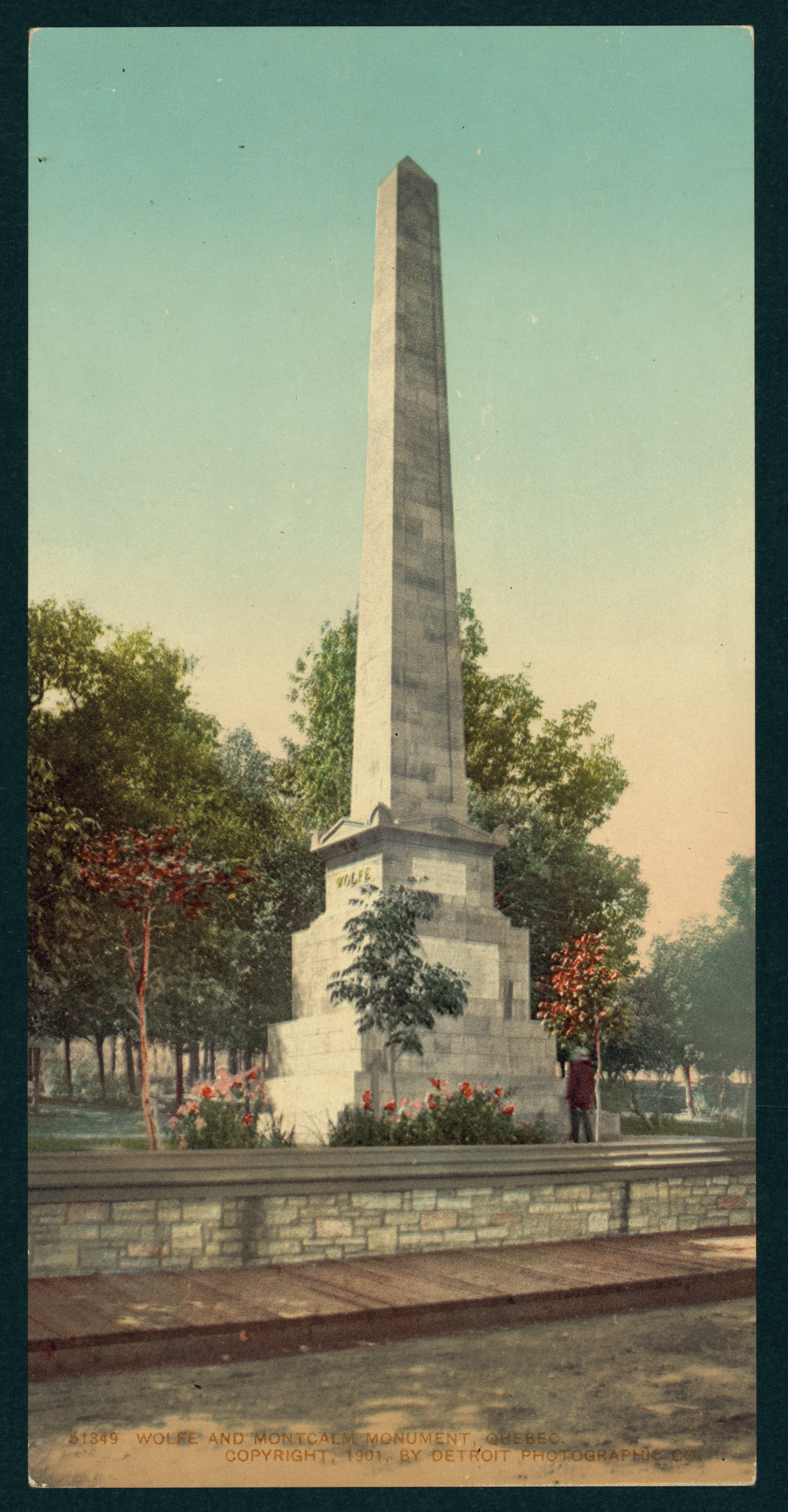
Photographie en 1901.

### Deuxième construction
Menacé d'effondrement, le monument est démoli et reconstruit selon les plans et spécifications de J.F. Rickson. Toutes les pierres sont changées. Les seules pièces originales conservées sont le pyramidon et les plaques avec les inscriptions. Cette seconde version est inaugurée le 8 septembre 1869.

### Troisième construction
Le monument est de nouveau entièrement refait en 2010-2011 par des maçons de Parcs Canada assisté par la firme d’ingénierie Genivar. Son démantèlement débute le 12 avril 2010. Pendant les travaux, une capsule temporelle est découverte. Il s'agit d'un coffret en métal contenant une plaque gravée et 15 pièces de monnaie britanniques et françaises frappées en argent, en cuivre, en or et en laiton datées de 1821 à 1860.